# Trimorus novaezealandiae
Trimorus novaezealandiae är en stekelart som beskrevs av Charles Thomas Brues 1922. Trimorus novaezealandiae ingår i släktet Trimorus och familjen Scelionidae. Inga underarter finns listade i Catalogue of Life.